# Мопс в кресле
«Мопс в кресле» — картина французского художника Альфреда Дедрё из собрания Государственного Эрмитажа.
На картине изображён развалившийся кверху брюхом мопс, задремавший в кресле с красной обивкой, на столе с синей скатертью бокал с каким-то напитком, ниже видна смятая газета «Le Figaro» и на полу лежит борзая в ошейнике.
Картина написана в 1857 году и носит явный пародийный характер. Подобные пародийно-юмористические мотивы являются исключением для творчества Дедрё и неизвестно, что послужило поводом для создания этой картины. Сотрудник Эрмитажа искусствовед В. Н. Березина выдвинула следующую версию расшифровки сюжета:
В виде мопса изображён французский журналист Ипполит де Вильмессан, в 1854 году возобновивший издание газеты «Фигаро» — сама газета на картине имеется в наличии. Французский писатель Арман Лану оставил следующую  характеристику Вильмессана:

Вильмессан, «которому типографская краска кружила голову», был настоящим гигантом. Коротко подстриженные волосы, широкие ноздри, мясистая нижняя губа, двойной подбородок — вот портрет этого чувственного и вульгарного человека. «Огромная голова тюремного надзирателя, сидящая на плечах грузчика». Казалось, он сошел со страниц романа Бальзака. Вильмессан был когда-то хористом, браконьером, страховым агентом, актером.

Покровителем и ближайшим другом Вильмессана был брат Наполеона III граф де Морни, который отличался элегантностью и великосветскими манерами — он изображён в виде породистой борзой, охраняющей покой мопса, а ошейник на ней символизирует что у борзой есть хозяин, в данном случае Наполеон III.
Сразу после написания картина была куплена графом Н. А. Кушелевым-Безбородко, а после его смерти в 1862 году по завещанию была передана в Музей Академии художеств, откуда в 1922 году поступила в Государственный Эрмитаж.